# Traversée des Ardennes
Seconde Guerre mondiale
Batailles
- Drôle de guerre
- Évacuation des civils de la ligne Maginot
- Mobilisation
- Offensive de la Sarre
- Baie de Heligoland
- Incident de Mechelen
- Plan Jaune
- Plan Dyle
- Luxembourg
- Ében-Émael
- Hannut

- Sedan
- Dinant
- Monthermé
- Givet
- La Horgne
- Gembloux
- Flavion
- Louvain
- Charleroi

- Stonne
- Montcornet
- La Sambre
- Arras

- L'Escaut
- Amiens
- La Lys
- Massacre de Vinkt
- Boulogne-sur-Mer
- Calais
- Poche de Lille
- Massacre du Paradis
- Abbeville
- Dunkerque
- Capitulation belge

- L'Aisne
- L'Ailette
- Opération Paula
- l’Exode
- Pont-de-l'Arche
- Opération Cycle
- Opération Ariel

- Les Alpes
- Vallon du Seuil
- Bombardement de Toulon
- Opération Vado
- La Loire
- Saumur
- La vallée du Rhône
- Bombardements de Marseille
- Menton (Pont-Saint-Louis)
- Combats aériens en Suisse
- Armistice du 22 juin

La traversée des Ardennes par les armées allemandes lors de la bataille de France pendant la Seconde Guerre mondiale est débutée par celles-ci le 10 mai 1940 en envahissant le Luxembourg et l'Ardenne. Belges et Français mènent contre eux, jusqu'au 13 mai 1940, une action retardatrice par des combats et destructions avant de repasser sur la rive ouest de la Meuse.
En parvenant à traverser le massif ardennais avec leurs unités blindées en seulement un peu plus de trois jours comme ils le voulaient dans leur plan d'offensive à l'ouest, les Allemands obtiennent un succès opérationnel préliminaire pour leurs attaques surprises menées dans la foulée contre le front allié établi sur la Meuse, contribuant ainsi au succès de celles-ci, dont la principale à Sedan, mais aussi à Monthermé et à Dinant, essentielles pour la réussite de l'ensemble de l'offensive allemande.

## Considérations géographiques
Le centre de l'Ardenne est un haut-plateau, coupé par des rivières encaissées (Amblève, Ourthe) et recouvert sur une zone Stavelot – Chimay – Sedan – La Roche-en-Ardenne par la forêt d'Ardenne. Si cette partie se prête bien aux actions de retardements (abattis, destruction de routes, de ponts…), c'est moins le cas sur le pourtour de l'Ardenne. En effet le nord est plus ouvert avec le plateau de l'Ardenne condrusienne, si ce n'est l'obstacle relatif que constitue l'Ourthe. À l'est, si le paysage est percé par la trouée de Beho au nord du Luxembourg, le sud-est est en revanche barré sur la frontière germano-luxembourgeoise par les rivières Moselle, Sûre, Our et le terrain du nord et de l'est du Luxembourg restent difficiles (Petite Suisse luxembourgeoise, Oesling) mais ce pays franchit laisse ensuite place vers l'ouest aux paysages de prairies et de bois des trouées de Bastogne, d'Arlon et de Neufchâteau, puis passé Bertrix – Florenville en direction de l'ouest les routes se raréfient et la forêt se densifie,. Les routes ont en effet longtemps été peu nombreuses dans toute l'Ardenne, le réseau a été bien complété — sans atteindre le niveau de la plaine belge — pour les routes venant d'Allemagne et débouchant entre Namur et Givet mais il existe alors toujours peu d'itinéraires plus au sud venant d'Allemagne et ceux-ci sont surtout dirigés vers Charleville – Sedan. Dans tous les cas, il reste toujours la Meuse à traverser, constituant un important obstacle.
La région d'Ardenne est donc bien moins favorable à traverser pour une armée que la plaine belge au nord du sillon Sambre-et-Meuse, voie traditionnelle des armées d'invasions. Mais une fois passé l'Ardenne, les routes aboutissent ensuite sur un réseau dense qui permet de poursuivre plus aisément en direction de l'ouest, vers l'Oise – Maubeuge.

« Tous les terrains sont franchissables par l'ennemi si on ne les défend pas à coups de fusils »

— Ferdinand Foch.

## Contexte: les Ardennes dans les plans d'opérations

### Luxembourgeois

La ligne Schuster.

L'armée luxembourgeoise, symbolique, ne possède que 400 hommes et pas de véritable fortification, elle ne peut donc pas s'opposer par la force au passage attendu des armées françaises ou allemandes sur son territoire, qui risque de devenir un champ de bataille. À la fin 1939, pour dissuader la traversée de son pays, le gouvernement du Grand Duché décide de faire construire des obstacles sur les points de passages obligés aux frontières allemande et française (routes et voies de chemin de fer, ponts). Ces obstacles combinent chicanes de béton (notamment sur les ponts) et barrières en acier pouvant être définitivement verrouillées. Dite ligne Schuster, la construction de cette défense passive se termine à la fin mars 1940.

### Belges

#### Évolution durant l'entre-deux-guerres
Après l'évacuation de la Rhénanie par les Français en 1930 et suivant l'impulsion donnée en 1928 par le général Galet (chef de l'état-major belge), les Belges renoncent en cas d'attaque allemande à défendre l'Ardenne, une région trop grande, peu peuplée et excentrée. Seule une légère couverture y serait placée. Il s'ensuit des discussions de politique intérieure, et notamment une polémique entre Wallons et Flamands, les premiers voyant en particulier dans l'abandon de l'Ardenne celui de la Wallonie au profit de la Flandre. Ainsi en 1931 le député Albert Devèze, partisan de la défense aux frontières, parvient en échange de l'acceptation de ce plan à ce que l'Ardenne soit un peu mieux défendue. Ministre de la défense de 17 décembre 1932 jusqu' au 13 juin 1936 (Gouvernement de Broqueville III, Gouvernement Theunis II et Gouvernement Van Zeeland I), il y fait prévoir des destructions et construire des blockhaus pour les battre, la « ligne Devèze », destinée à une action retardatrice s'appuyant sur les difficultés du terrain. Les chasseurs Ardennais sont créés en 1934 pour accomplir cette mission. Devèze voudrait les voir se replier vers l'ouest (la Meuse française), direction en contradiction avec la manœuvre globale des forces belges, c'est donc finalement le nord, vers Huy, qui est arrêté comme direction de repli, au détriment de l'action de retardement. Suivant les relations d'état-major qu'ils entretiennent — de manière toutefois irrégulière — avec les Français depuis l'accord militaire franco-belge de 1920, les Belges les informent de ces dispositions vis-à-vis de l'Ardenne, où il n'y aura pas de coopération entre les unités belges et françaises, ce que les Français acceptent sans discuter.
En 1936 la Belgique retourne à sa politique de neutralité « armée »,. Cette neutralité est notamment garantie par la France, qui a intérêt à voir les combats se dérouler en Belgique plutôt que sur son sol, aussi les Belges ne doutent pas de son intervention en cas d'invasion par l'Allemagne, mais rien n'est fait pour la faciliter. Lorsque la Seconde Guerre mondiale éclate, les Belges maintiennent leur politique de neutralité armée, les frontières de l'Ardenne sont ainsi couvertes par les chasseurs ardennais et une part du corps de cavalerie.

#### Dispositions finales
À partir d'octobre 1939, la menace allemande augmentant, le groupement K est créé sous le commandement du général Keyaerts. En mai 1940, il regroupe la 1re division de cavalerie (DC) et la 1re division de chasseurs Ardennais (DChA). La 1re DChA est répartie le long de la frontière est (Trois-Ponts – Arlon) et derrière l'Ourthe, sans son artillerie elle doit, sur ordre, mettre en œuvre les destructions (222 au total), réaliser des abattis et se replier (par des itinéraires préparés à l'avance) vers l'Ourthe puis gagner la Meuse à Huy, sans combattre pour se préserver,. La 1re DC assure la défense de la tête de pont de Huy que doit rejoindre la 1re DChA. La 2e DChA est essentiellement déployée sur la Meuse de Dinant – Yvoir mais aussi sur la Lesse, sur l'Ourthe et autour de Huy.

### Français

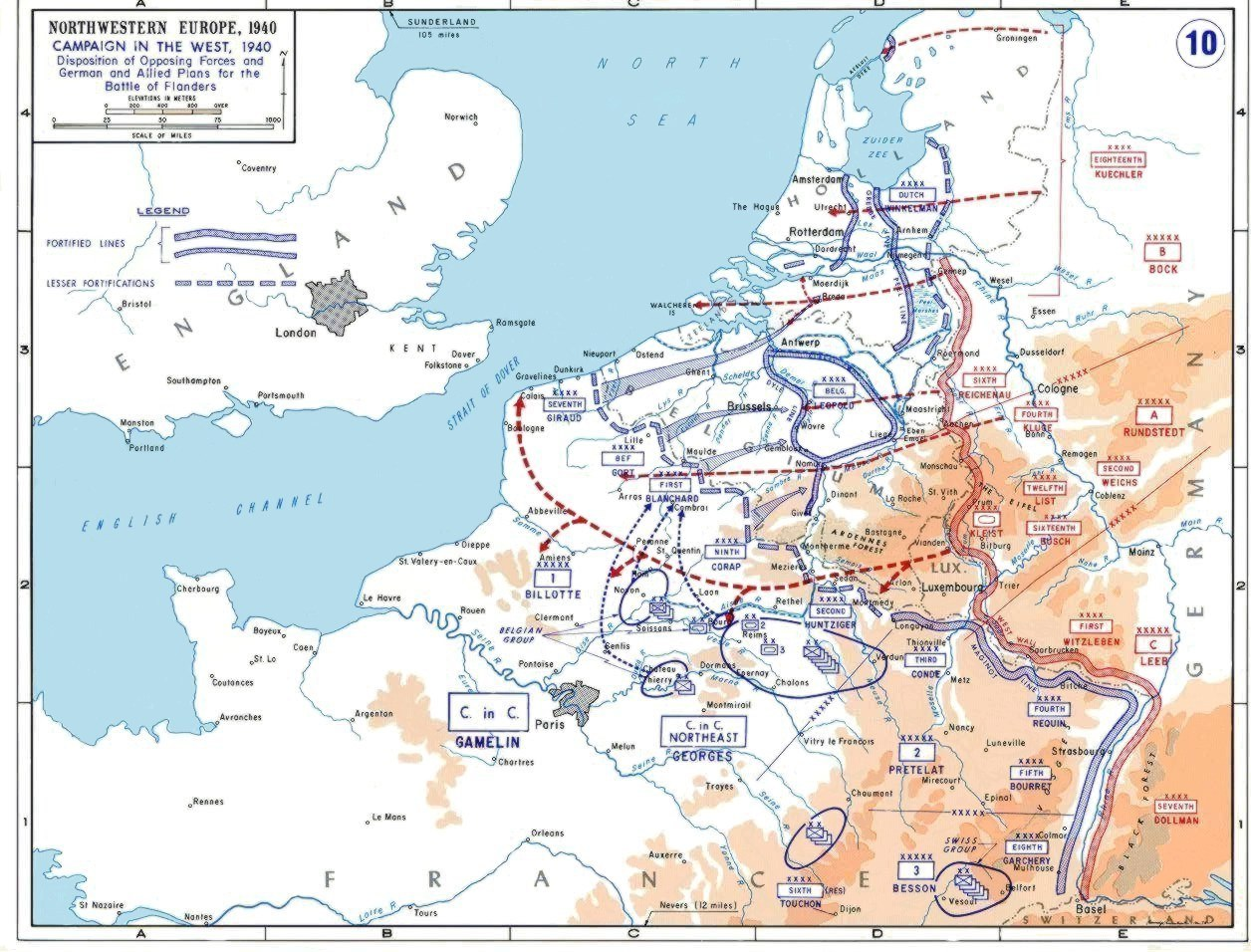
Plans allié et allemand : la manœuvre Dyle contre le Fall Gelb.

#### Évolution
En 1933, l'état-major français adopte le plan D qui doit être appliqué en cas de guerre contre l'Allemagne et prévoit d'établir initialement un front défensif en Belgique, pays avec lequel la France est alors alliée. Une offensive allemande au sud du sillon Sambre-et-Meuse, dans l'Ardenne, est alors envisagée de manière égale à une au nord du sillon. Pour l'Ardenne, le plan D prévoit donc de la défendre à l'est de celle-ci (Huy – Saint-Vith – Arlon). Ce dispositif permet de couvrir les craintes françaises dans cette région : il s'agit en premier lieu d'une offensive allemande par la trouée d'Arlon pour contourner la ligne Maginot, en deuxième lieu d'une offensive vers Dinant, ensuite le « fond de poche » (Meuse de Sedan – Chiers auxquels s'ajoute la Semois) est jugé moins critique, ainsi que le reflète un discours du maréchal Pétain, alors ministre de la guerre:

« [À l'ouest de Montmédy] il y a les forêts des Ardennes. Elles sont impénétrables si on y fait des aménagements spéciaux… Si l'ennemi s'y engage on le pincera à la sortie des forêts. Donc ce secteur n'est pas dangereux »

— Maréchal Pétain, discours devant la commission de l'armée au Sénat, 7 mars 1934.
Durant les années qui suivent, en considérant l'accroissement des forces de l'armée allemande, les Français pensent désormais qu'une offensive s'effectuerait principalement à travers la plaine belge, au nord du sillon, plus favorable à la manœuvre de grandes masses. Dans les Ardennes, le danger d'une action allemande via la trouée d'Arlon pour contourner la ligne Maginot a été réduit grâce au renforcement de cette dernière en direction de Montmédy. Pour ces raisons, entre autres, un nouveau plan (D Bis) est établi en 1935, où seules des unités de cavalerie doivent être poussées dans les Ardennes pour y mener une action de retardement, tandis que le front à tenir (position de résistance) dans cette région doit être sur la Meuse au nord et à l'ouest et la frontière française au sud. En 1936, l'Allemagne remilitarise la Rhénanie et la Belgique redevient neutre, entraînant l'adoption du plan E en 1937. Si une intervention en Belgique est décidée en cas d'attaque allemande, elle se limite initialement dans l'Ardenne au plus à une couverture de la cavalerie en avant de la position de résistance qui s'appuie au sud sur la ligne Maginot et à l'ouest soit sur son prolongement, soit sur la Meuse.
Progressivement au cours des années trente, l'état-major français s'est mis à ne plus envisager dans l'Ardenne qu'une action secondaire par les Allemands. La position finale du haut commandement français sur l'Ardenne est souvent représentée par la citation du général Pétain reproduite ci-dessus,,. Une grande offensive à travers les Ardennes est d'autant moins attendue que celles-ci traversées, il reste la Meuse à franchir, que Gamelin qualifie de « meilleur obstacle antichars qui existe en Europe ». Lorsqu'en 1938 un exercice de cadre dirigé par le général Prételat simulant une attaque allemande brusquée à travers l'Ardenne en direction du secteur fortifié de Montmédy montre qu'une division blindée placée en tête de l'attaque pourrait parvenir à la Meuse en 60 h, le généralissime Gamelin juge que Prételat « avait voulu jouer le pire » et le général Georges considère que la vitesse des Allemands a été exagérée sur un terrain « accidenté » et soumis aux destructions d'itinéraires.
Pendant la drôle de guerre, l'hypothèse Escaut entre en vigueur en octobre 1939. Le plan prévoit pour l'Ardenne des découvertes à l'est de la Meuse et une action retardatrice de la cavalerie sur ce fleuve puis à l'ouest de celui-ci en retraitant jusqu'à la position de résistance sur la frontière française. Plus au sud, l'action de retardement doit être effectuée à partir de la Semois jusqu'à la position de retardement de la Meuse en amont de Revin puis Chiers – ligne Maginot. L'hypothèse Dyle est retenue le mois suivant, dans ce cas la position de résistance doit suivre la Meuse jusqu'à Namur. La cavalerie, en couverture, doit occuper le fleuve en premier sur sa partie belge et établir des têtes de ponts sur une profondeur de 5-6 km, limitant l'action retardatrice. Plus au sud, la mission est sensiblement la même que pour le cas Escaut, dans le « fond de poche » plus de 250 destructions sont prévues en France et en Belgique mais avec la vie civile qui s'y poursuit pendant la drôle de guerre rend inimaginable leur préparation.

#### Dispositions finales
La manœuvre à effectuer en Ardenne est finalisée pendant les premiers mois de 1940 avec son extension vers l'est, le commandement (groupe d'armées no 1 (GA1) et GQG) s'inquiétant que le repli vers Huy des forces belges de la région ne laisse « la voie à l'ennemi relativement libre » vers l'ouest,. Il s'agit de couvrir par des combats retardateurs et destructions, notamment en aidant les forces de couverture belges, l'alignement de la 9e armée sur la Meuse en amont de Namur, d'obtenir pour la 2e armée le temps nécessaire à la préparation de ses différents éléments,. Il s'agit également de se renseigner sur les forces allemandes et leurs axes de progressions,.
Les moyens consistent principalement en cinq divisions légères de cavalerie (DLC) et trois brigades de cavalerie ou spahis (BC et BS), et sont renforcés par les groupes de reconnaissance de divisions d'infanterie (GRDI) et groupes de reconnaissance de corps d'armée (GRCA) fournis par les grandes unités des 9e, 2e et 3e armées en avant desquelles la manœuvre s'effectue. Ces forces s'échelonnent sur les différents itinéraires en détachements de découvertes (DD) qui progresseront en tête, suivies par les détachements de sûreté éloignée (DSE), puis par les avant-gardes, puis les gros puis les deuxièmes-échelons,.
Devant l'aile gauche et le centre de la 9e armée qui doit venir s'installer sur la Meuse, la cavalerie doit d'abord contrôler le fleuve, en poussant les DD au-delà jusqu'au contact de l'ennemi, tandis que les DSE tiendront une ligne en avant du fleuve. Dès que celui-ci sera suffisamment tenu, le reste de la cavalerie passera le fleuve à son tour d'abord en s'établissant sur une position rivière l'Homme, route Jemelle – Marche-en-Famenne – Somme-Leuze, les éléments motorisés progressant au-delà jusqu'à l'Ourthe pour aider les forces belges,. La 4e DLC doit ainsi d'abord occuper un créneau du fleuve correspondant environ à celui du IIe corps d'armée, la 1re DLC à celui du XIe corps d'armée. Ces deux divisions s'organisent chacune en deux groupements nord et sud. Un groupement de GR opère sur le flanc nord (groupement nord de GR) de la 4e DLC, un autre sur le flanc sud (groupement sud de GR) de la 1re DLC,. La liaison avec la 5e DLC de la 2e armée est assurée jusqu'à la Semois par la 3e BS, en avant du XLIe corps d'armée de forteresse,. Cette dernière division (renforcée de GR) s'organise également en deux groupements, est et ouest, et prévoit plusieurs lignes de défense successives : celle des maisons fortes, puis la Semois, la plus éloignée est Bertogne – Bastogne – Martelange mais la division poussera si possible ses DD et DSE au-delà,. À sa droite opèrera la 2e DLC (renforcée de GR), également en deux groupements est et ouest, en avant de la tête de pont de Montmédy (secteur fortifié de Montmédy), elle prévoit également plusieurs lignes de défenses prolongeant celles de sa voisine, son objectif lointain étant Martelange – Arlon. Entre ces deux DLC, la 1re BC tiendra un front sur la Vierre. Trois bataillons d'infanterie détachés des grandes unités de la 2e armée se placeront en recueil de la cavalerie sur la Semois. Au Luxembourg, en avant de la 3e armée, la 3e DLC (renforcée de GR) doit aller au contact de l'ennemi et permettre l'exécution des destructions à effectuer dans ce pays, elle est couverte au nord par la 1re BS et des GR qui assurent également la liaison avec la 2e DLC. Pour le soutien aérien, le commandement terrestre se préoccupe surtout des opérations au nord du sillon et peu de l'Ardenne. La 6e division assure ce soutien pour les 2e et 9e armées dans cette région.

### Allemands

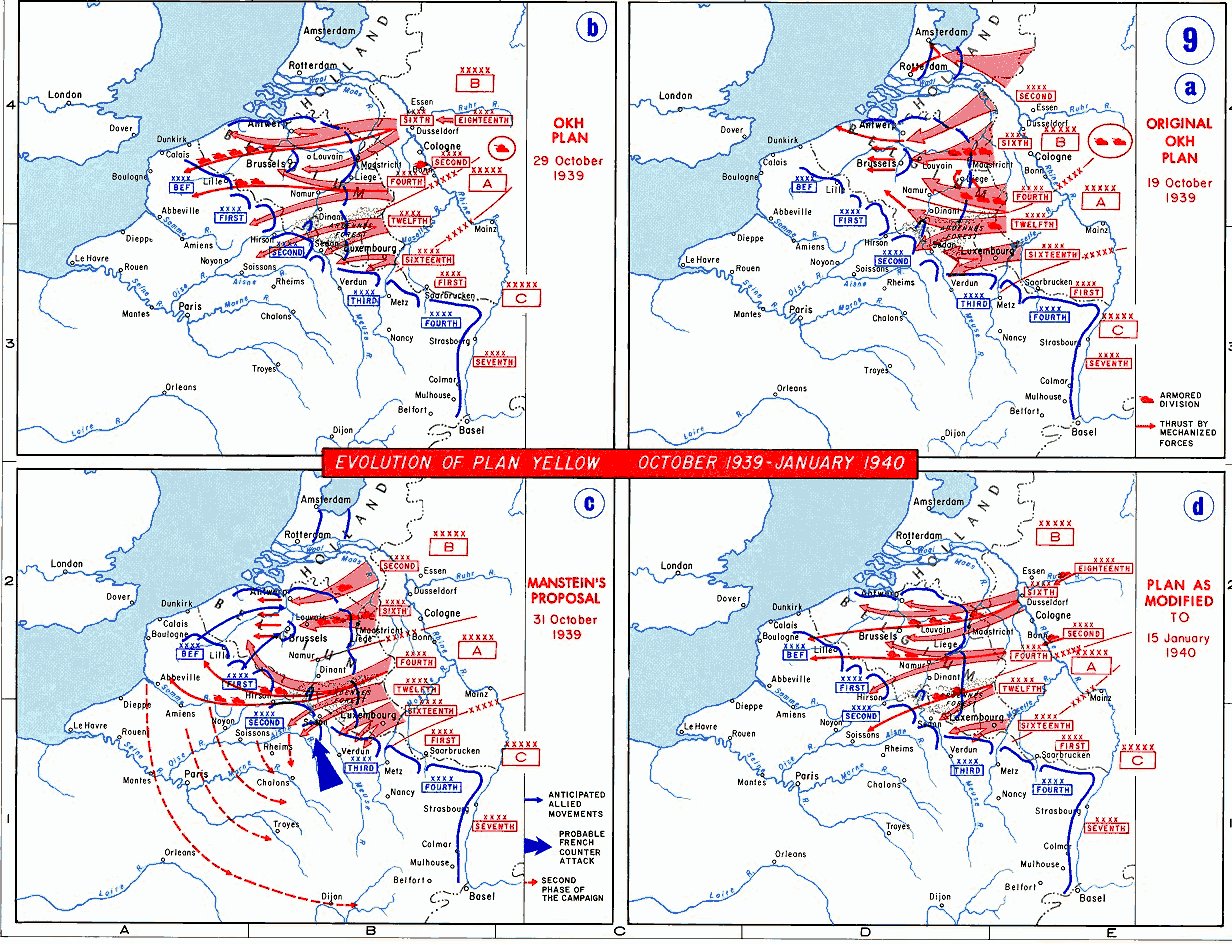
Les premières versions de Fall Gelb, octobre 1939-janvier 1940.

#### Évolution
Dans le premier plan d'offensive allemand à l'ouest (du 19 octobre 1939), le nord de l'Ardenne constitue le terrain d'offensive d'importantes forces (dont quatre divisions blindées) qui doivent pour l'essentiel franchir la Meuse entre Liège et Namur, avec un franchissement de moindre importance au sud de Namur, pour progresser en direction du nord-ouest à travers la plaine belge. Le reste de l'Ardenne est le théâtre d'une offensive secondaire pour tenir la Meuse – Semois en flanc-garde de l'offensive principale. Dans sa version du 29 octobre, le plan conserve un important effort au nord de l'Ardenne, qui doit s'exercer en direction de l'ouest. L'effort s'élargit vers le sud avec une traversée de la Meuse en aval de Namur et en amont jusqu'à Fumay, en direction du sud-ouest. En flanc-garde, l'offensive secondaire dans le reste de la région doit désormais être poussée jusqu'à la Meuse de Mézières et Sedan. Au cours du mois qui suit, un corps blindé (Guderian) est affecté à une attaque en direction de Sedan et l'est de cette ville via Arlon – Tintigny – Florenville pour faciliter la progression de l'offensive secondaire, et passer la Meuse pour offrir une alternative en cas d'échec de l'effort principal au nord du sillon. Le renseignement allemand, notamment par des prises de vues aériennes stéréoscopiques, montre en effet la faiblesse des organisations défensives autour de Sedan, ouvrant la perspective d'y traverser la Meuse et percer le front allié,.

« Il y a plus de chance sur l’aile sud. L’ennemi attend notre attaque en Hollande. Il faut exploiter les possibilités de succès du [corps blindé à Sedan]. »

— Jodl, chef des opérations à l'état-major de l'OKW, le 17 novembre.
Pendant les mois qui suivent, les changements apportés au plan confèrent toujours plus d'importance à l'Ardenne et en particulier dans la direction de Sedan. Et janvier, l'état-major de l'Oberkommando des Heeres juge positivement le réseau routier de l'Ardenne sur le plan de la qualité et de la quantité. En février, des Kriegsspiele aboutissent à un succès allemand à Sedan et à l'échec de la contre-offensive française attendue contre le flanc sud (l'Ardenne) avec 40 divisions. À la fin de ce mois les grandes lignes du plan sont arrêtées, plaçant l'effort principal à travers l'Ardenne vers Sedan, l'opération mise sur la surprise et le déploiement du centre de gravité face à l'Ardenne doit être soigneusement camouflé pour s'en assurer.

#### Dispositions finales
L'offensive à travers l'Ardenne est placée sous le commandement de la Heeresgruppe A regroupant 35 divisions d'infanterie, 7 blindées et 3 motorisées. 
La Panzergruppe von Kleist (notamment 5 divisions blindées et 3 divisions d'infanterie motorisée, soit plus de 1 200 chars, 41 000 véhicules et 130 000 hommes) reçoit la mission de franchir la Meuse de part et d'autre de Charleville-Mézières. Pour des raisons de camouflage, ses unités blindées se situent entre 50 et 120 km de la frontière Luxembourgeoise. Celle-ci doit être franchie entre Vianden et Echternach, soit un front étroit qui implique un échelonnement en profondeur d'une telle masse. Ainsi le XIX. Armee-Korps (mot.) (Guderian) ouvre la marche avec pour objectif Sedan ; lorsqu'il aura suffisamment progressé en Ardenne, le corps qui le suit (XLI. Armee-Korps (mot.)) s'insérera dans le front avec pour objectif Monthermé. En 3e position, le XIV. Armee-Korps (mot.) doit soutenir la progression et occuper le terrain jusqu'à la relève par l'infanterie des 12. et 16. Armeen qui avancent derrière le front de la Panzergruppe. La 12. Armee doit franchir la Meuse entre Fumay et Sedan, tandis que la 16. Armee doit assurer la flanc-garde de l'offensive vers le sud. La marche de ces unités d'infanterie en parallèle des itinéraires de la Panzergruppe réduit à quatre le nombre de routes affectées à cette dernière, ce qui n'est pas sans provoquer des problèmes de planifications et des inquiétudes des intéressés sur la fluidité du trafic. Les deux autres divisions blindées du groupe d'armées se trouvent plus au nord, face à la frontière belge, elles doivent se placer sous le commandement du XV. Armee-Korps (mot.), qui doit avancer en pointe de l'infanterie de la 4. Armee, sur le flanc droit de la Panzergruppe von Kleist, franchir l'Ourthe pour atteindre la Meuse de Dinant. La 2. Armee avance derrière les autres pour occuper l'espace qui s'ouvrira entre elles après le franchissement de la Meuse et la continuation de l'opération vers l'ouest.
Pour éviter que les Français aient le temps de renforcer la Meuse, l'objectif est d'atteindre ce fleuve en trois jours et de pouvoir le prendre d'assaut dès le lendemain. En plus de l'échelonnement, la logistique est soigneusement préparée (dépôts, trains, utilisation de jerricans…) pour que les problèmes de ravitaillement ne ralentissent pas la progression.
Toujours dans le but de ne pas perdre de temps lors de l'offensive à travers la frontière Luxembourgeoise, des soldats doivent la passer en civil avant l'offensive pour s'emparer des portes à la frontière et ainsi empêcher leurs verrouillages définitifs,. Pour s'assurer du passage de la frontière belgo-luxembourgeoise ensuite, une opération aéroportée (baptisée Niwi, contraction de Nives et Witry, localités où doivent atterrir les forces et se situant sur des axes de communication provenant de Neufchâteau) est mise sur pied : 400 hommes doivent être débarqués par la rotation d'une centaine de Fieseler Storch (avions de reconnaissance, faute de Junkers Ju 52 de transport disponibles) pour aider à faire tomber les fortifications frontalières en les prenant à revers, couper les communications et empêcher la venue de renforts depuis Neufchâteau. Au sud du Luxembourg, la 16. Armee qui doit s'y établir rapidement en défense avec cinq divisions d'infanterie, prévoit d'avancer avec en tête six Jagdgruppen — qui auront à franchir la Moselle sur des Flosssäcke (canoës gonflables) — précédant des détachements d'avant-garde, et planifie une opération similaire à Niwi pour s'assurer que les Français ne causeront pas de retards : transportés par 25 Fieseler-Storch, un Luftkommando d'une centaine d'hommes doit s'emparer de carrefours vers Esch-sur-Alzette et empêcher la progression de la cavalerie française,.
L'opération à travers l'Ardenne n'est pas sans danger du fait du terrain, notamment passé Florenville – Bertrix en direction de la Meuse où les colonnes devront avancer sur des routes peu nombreuses et difficiles au milieu de la forêt, empêchant le déploiement et où des destructions pourraient facilement immobiliser les unités s'exposant alors aux bombardements adverses. Les Panzer-Divisionen sont donc organisées avec en tête des Kampfgruppen ouvrant la voie aux Marschgruppen. Une couverture aérienne importante est mise en place, aussi pour empêcher la reconnaissance aérienne adverse.

## Forces en présence

### Allemagne
Heeresgruppe A (Rundstedt)
- 4. Armee (Kluge)
  - XV. Armee-Korps (mot.) (Hoth)
    - 5. Panzer-Division (Hartlieb)
    - 7. Panzer-Division (Rommel)

  - II. Armee-Korps (Strauß)
    - 12. Infanterie-Division (Keiner)
    - 32. Infanterie-Division (Böhme)
    - 62. Infanterie-Division (Seydlitz-Kurzbach)

  - V. Armee-Korps (Ruoff)
  - VIII. Armee-Korps (Heitz)
- Panzergruppe von Kleist (Kleist)
  - XIX. Armee-Korps (mot.) (Guderian)
    - 2. Panzer-Division (Veiel)
    - 1. Panzer-Division (Kirchner)
    - 10. Panzer-Division (Schaal)
    - Infanterie-Regiment Grossdeutschland

  - XLI. Armee-Korps (mot.) (Reinhardt)
    - 6. Panzer-Division (Kempf)
    - 8. Panzer-Division (Kuntzen)
    - 2. Infanterie-Division (mot.) (Bader)

  - XIV. Armee-Korps (mot.) (Wietersheim)
    - 13. Infanterie-Division (mot.) (Rothkirch und Panthen)
    - 29. Infanterie-Division (mot.) (Langermann und 
Erlencamp)

  - I. Flak-Korps
- 12. Armee (List)
  - VI. Armee-Korps (Förster)
    - 16. Infanterie-Division (Krampf)
    - 24. Infanterie-Division (Obernitz)

  - III. Armee-Korps (Haase)
  - XVII. Armee-Korps (Kienitz)
- 16. Armee (Busch)
  - VII. Armee-Korps (Schobert)
  - XIII. Armee-Korps (Vietingoff)
    - 15. Infanterie-Division (Chappuis)
    - 17. Infanterie-Division (Loch)

  - XXIII. Armee-Korps (Schubert)
    - 34. Infanterie-Division (Behlendorff)
    - 73. Infanterie-Division (Bieler)
    - 76. Infanterie-Division (de Angelis)
- 2. Armee (Weichs) non impliquée dans les premiers combats

Luftflotte 3 (Sperrle)

### France
Source : Mary 2009, p. 33 à 36, Mary 2012, p. 140 et 144, Doumenc 1945, p. 43 à 45.

Cavalerie de la 9e armée (Corap) :
- 4e division légère de cavalerie (Barbe), renforcée au nord par le groupement nord de groupes de reconnaissance :
  - 1er groupe de reconnaissance de corps d'armée (IIe corps d'armée)
  - 1er groupe de reconnaissance de division d'infanterie (5e division d'infanterie motorisée)
  - 94e groupe de reconnaissance de division d'infanterie (4e division d'infanterie nord-africaine)
- 1re division légère de cavalerie (d'Arras), renforcée au sud par le groupement sud de groupes de reconnaissance :
  - 17e groupe de reconnaissance de corps d'armée (XIe corps d'armée)
  - 30e groupe de reconnaissance de division d'infanterie (18e division d'infanterie)
  - 24e groupe de reconnaissance de division d'infanterie (22e division d'infanterie)
- 3e brigade de spahis (2e régiment de spahis algériens et 2e régiment de spahis marocains)

Cavalerie et trois bataillons d'infanterie de la 2e armée (Huntziger) :
- 5e division légère de cavalerie (Chanoine), renforcée par :
  - 12e groupe de reconnaissance de corps d'armée (Xe corps d'armée)
  - 64e groupe de reconnaissance de division d'infanterie (55e division d'infanterie)
  - 60e groupe de reconnaissance de division d'infanterie (71e division d'infanterie)
- 1re brigade de cavalerie (en), renforcée par :
  - 93e groupe de reconnaissance de division d'infanterie (3e division d'infanterie nord-africaine)
- 2e division légère de cavalerie (Berniquet), renforcée par :
  - 16e groupe de reconnaissance de corps d'armée (XVIIIe corps d'armée)
  - 36e groupe de reconnaissance de division d'infanterie (41e division d'infanterie)
  - 73e groupe de reconnaissance de division d'infanterie (3e division d'infanterie coloniale)
- I/295e régiment d'infanterie (55e DI)
- III/12e régiment de zouaves (3e DINA)
- II/1er régiment d'infanterie coloniale (1re DIC)

Cavalerie de la 3e armée (Condé) :
- 70e groupe de reconnaissance de division d'infanterie (51e division d'infanterie)
- 61e groupe de reconnaissance de division d'infanterie (58e division d'infanterie)
- 25e groupe de reconnaissance de corps d'armée (XXIVe corps d'armée)
- 3e division légère de cavalerie
- 1re brigade de spahis (6e régiment de spahis algériens et 4e régiment de spahis marocains)
- 31e groupe de reconnaissance de division d'infanterie (20e division d'infanterie)
- 63e groupe de reconnaissance de division d'infanterie (56e division d'infanterie)
- 45e et 46e groupes de reconnaissance de région fortifiée (région fortifiée de Metz)

### Belgique
Groupement K
- 1re division de chasseurs ardennais
  - trois régiments de chasseurs ardennais 
    - trois bataillons
    - une compagnie motocycliste : 10e compagnie
    - une compagnie antichar : 11e compagnie

  - une compagnie du génie
  - un peloton de mitrailleuse contre avion
  - une compagnie de transport
  - une compagnie médicale
- 1re division de cavalerie

2e division de chasseurs ardennais

## Traversée des Ardennes

### Offensive générale du 10 mai 1940

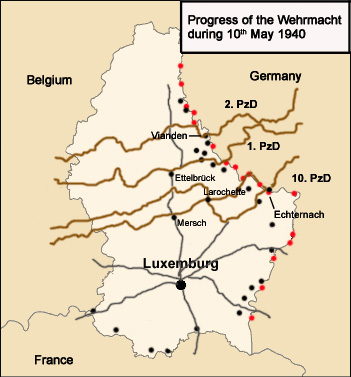
La progression allemande au 10 mai 1940 (Opération Niwy).

Le 10 mai, dans la nuit, sur la base de renseignements venus des attachés militaires belges et hollandais à Berlin, on sait que l'Allemagne va attaquer les Pays-Bas et la Belgique. L'alerte est donnée. Dans le Luxembourg belge, des mouvements inquiétants à la frontière et au Grand-Duché de Luxembourg confirment le bien-fondé de l'état d'alerte. Aussi, le général Keyaerts, commandant en chef des Chasseurs ardennais, donne-t-il l'ordre de procéder, dans toute la province de Luxembourg, aux destructions prévues de longue date pour enrayer toute attaque. À 3 h 45 du matin, les ponts sautent et les obstacles s'abattent sur les routes, complétant les chicanes construites en des points cruciaux du réseau de communication. En vertu d'une large délégation de pouvoirs qui donne aux Chasseurs ardennais la capacité d'entamer les opérations de la défense avancée de la province s'ils l'estiment nécessaire, le général n'a pas attendu l'ordre du grand quartier général belge. En plus de cette résistance, les Allemands doivent éliminer des barrages érigés par le génie belge, contourner des ponts détruits et construire des passerelles. Un seul pont, celui de Butgenbach, près de Malmedy, échappe à la destruction à cause de citoyens belges d'origine allemande ralliés à l'Allemagne nazie qui guident un commando allemand qui parvient à désamorcer la charge explosive. L'offensive allemande débute alors que l'ambassadeur d'Allemagne à Bruxelles n'a même pas encore présenté l'ultimatum allemand au gouvernement belge.
La Belgique autorise alors enfin immédiatement les armées alliées franco-britanniques à pénétrer sur son territoire. Saint-Vith, Malmedy, Botrange et Eupen tombent dès le premier jour. Du fait que le traité de Versailles de 1919 avait transféré Eupen et Malmedy à la Belgique, les deux villes sont annexées par l'Allemagne.

### Intervention de la3eDLC et de la1reBS au Luxembourg
Au Luxembourg, trois heures vingt-cinq après le début de l'invasion (à 8 h du matin), des éléments de la 3e division légère de cavalerie (3e DLC), soutenus par la 1re brigade de spahis et par la 2e compagnie du 5e bataillon de chars (5e BCC) franchissent la frontière viennent s'opposer aux troupes allemandes. Le premier engagement entre 3e DLC et forces allemandes a lieu à Esch-sur-Alzette, 45 soldats allemands sont capturés. De son côté, la 1re BS prend plusieurs villages à l'ennemi, dont Soleuvre et Niederkorn. D'importants combats sont également signalés à Limpach.
Par ailleurs, un bataillon de 35 hommes commandés par le lieutenant d'Almont prend le contrôle d'une route à Sanem, défendue par 30 soldats allemands. Ces derniers perdent 16 soldats, tandis que les pertes françaises s’élèvent seulement à 3 blessés. Le courage des soldats français en 1940 n'est donc plus à prouver (tout comme les batailles de Hannut, de Montcornet et de Stonne le prouveront). Finalement, à la suite de l'arrivée de nouveaux éléments de la XVIe Armee allemande, la 3e DLC et les spahis sont contraints de battre en retraite sur la ligne Maginot, sous couverture de l'artillerie.

### Résistance belge: Bodange, Martelange, Léglise, Witry, Chabrehez et Bastogne

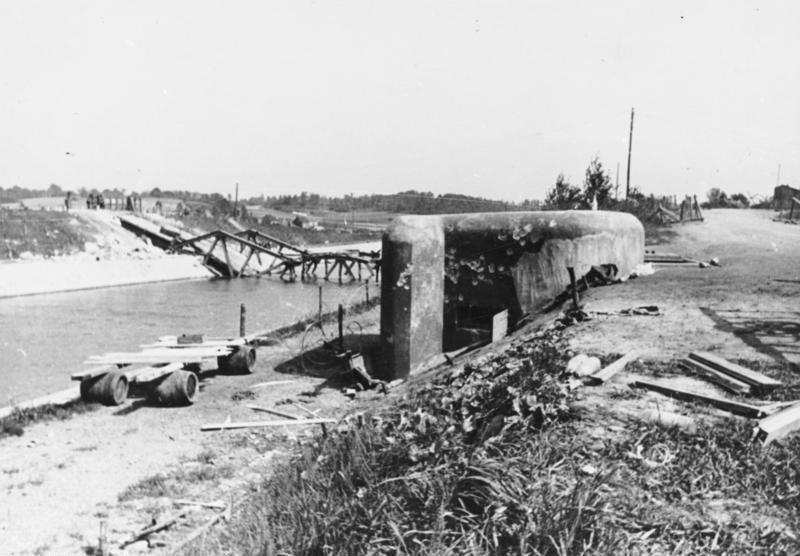
Pour tenter de retarder la progression allemande, les chasseurs ardennais firent sauter les ponts. Ici celui de Ében-Émael.

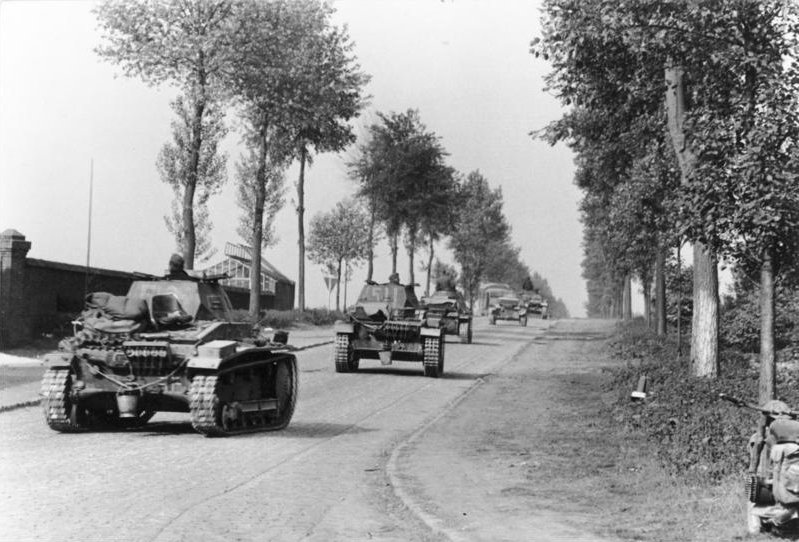
Chars allemands en Belgique.

Quand le jour se lève à Martelange, Chabrehez et Bodange, les Allemands tentent de passer sur des routes sinueuses à deux bandes de largeur parsemées de ponts sautés, d'épais murs et d'entonnoirs et environnées de champs de mines qui rendent dangereuses les tentatives de contournement des obstacles. À la frontière belgo-luxembourgeoise, une petite compagnie de cinquante chasseurs ardennais n'ayant pas reçu d'ordre de repli tient sa position. À Bodange notamment, les chasseurs du 3e peloton (lieutenant Autphenne) et du 2e peloton (sous lieutenant Docquier) de la 5e compagnie du 1er Rgt.Ch.A s'opposent à l'infanterie d'assaut allemande du II et III/Schütz.-Rgt.1. Le contact s'établit à 11h30 entre les chasseurs et des motocyclistes allemands suivis ensuite par l'infanterie d'assaut. Les chasseurs résistent, entravant la progression des premières et secondes pz.-Div. allemands dans le secteur. Les canons allemands n'ont pas raison des massives fermes ardennaises et, pendant plus de six heures, le commandant Bricart et ses hommes résistent en appliquant la consigne en vertu de laquelle il était ordonné de résister tant qu'on ne recevait pas d'ordre de repli. Et cela même si le silence téléphonique pouvait faire craindre que les lignes soient coupées par l'ennemi. Vers 15h 30, le peloton Docquier tente de se replier mais se fait décimer et son chef est tué. Le village est ensuite soumis aux tirs de l'artillerie allemande du II./AR.73 à partir de 16h. A 18h après une ultime résistance Autphenne cesse le combat. À Martelange, la résistance des Chasseurs sera commémorée, après la guerre, par un monument représentant un sanglier, l'emblème des Chasseurs ardennais, en position d'attaque.
L'état major allemand, pour faciliter la progression de ses 3 pz.-Div dans le secteur, décida d'improviser un raid sur les arrières belges, décision prise par Hermann Göring maréchal de la Luftwaffe dès le 10 mai. Ce genre d'improvisation -dans le style qu'illustreront les commandos anglais- ne correspondant pas à l'esprit de planification rigoureuse de l'attaque du 10 mai 1940, il en résultera un manque de rigueur face aux imprévus qui empêchera l'opération de réussir à cent pour cent. Cent avions légers Fieseler Storch sont rassemblés dans des brefs délais. Ce sont des appareils de liaison capables d'atterrir sur des terrains accidentés, comme des champs, mais non prévus pour des missions de transport de troupes en zone de combats. Ils transportent chacun deux combattants en plus du pilote. Il s'agit de prendre les Belges à revers pour leur interdire l'envoi de renforts. La manœuvre est baptisée Niwy du nom des localités prévues pour les atterrissages, Nives et Witry. Mais l'opération va échouer partiellement car les avions ne sont pas armés et ne peuvent affronter le feu ennemi. Aussi, confrontés à des tirs belges venus du sol, plusieurs appareils se déroutent-ils par des manœuvres d'évitement à basse altitude. Il en résulte que plusieurs pilotes sont désorientés et que quelques avions s'écrasent au sol et brûlent en dehors des terrains prévus qui avaient été sélectionnés en étudiant les cartes belges d'état-major entrées en possession des Allemands dès l'avant-guerre. Les rescapés coupent des lignes téléphoniques et arraisonnent des voitures civiles dans le but de se déplacer vers Witry, comme prévu, à l'origine. Surgissent alors des troupes belges de second échelon de la ligne de défense Libramont-Neufchâteau accompagnées de chars T-15. Les Allemands fuient vers Witry. C'est là qu'arrive une deuxième vague de Fieseler Storch grâce à laquelle les « commandos » allemands peuvent repousser une deuxième attaque belge. Au lieu d’empêcher l'acheminement de renforts belge vers la frontière l'opération aura coupé l'axe de repli des chasseurs du 1er Rgt.Ch.A ce qui, dès lors, les obligera à résister sur place à Bodange notamment.
Pendant ce temps, les Français venus du Sud pourront s'installer, les 10 et 11 mai, le long de la Meuse, en territoire belge. Mais ils ne pourront empêcher la traversée du fleuve le 12 mai. Dans le reste de la province du Luxembourg, les Chasseurs ardennais appliquent la tactique qui leur a été enseignée. Ainsi, dans le sud de la province, après avoir détruit les ponts et créé des obstacles de toutes sortes, ils avaient l'ordre de se retirer, laissant la place à des unités de cavalerie françaises. À Chabrehez, la résistance ardennaise utilise les fermes et des fortins en béton tout comme à Bastogne où le caporal de réserve Cadi se fait tuer dans son fortin bien qu'un blindé léger des chasseurs soit parvenu à mettre hors de combat quatre chars allemands avec son canon de 47 mm. Dans les autres parties du Luxembourg belge, les feux d'interdiction et les destructions préparées à l'avance retardent l'avance allemande dont les troupes ne pourront se regrouper devant Sedan que les 11 et 12 mai en vue de la percée décisive.

### La prise de Bouillon, de Saint-Menges et retrait français des Ardennes (12 mai)

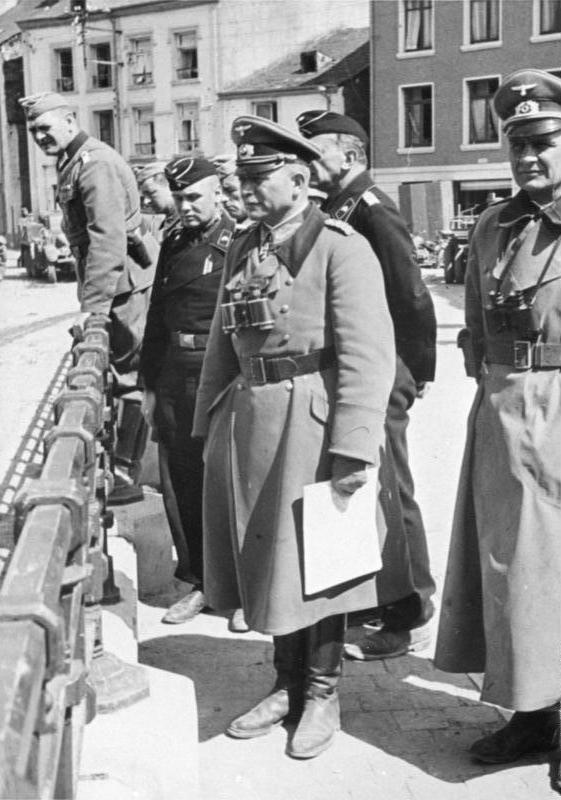
Heinz Guderian à Bouillon le 12 mai 1940.

Bouillon, qui se situe sur la route de la 1re Panzerdivision (XIX. Armeekorps) est défendue par les Français de la 5e division légère de cavalerie. Les deux compagnies du 295e RI positionnées dans la ville sont bientôt renforcées par un bataillon du 15e RDP et par un escadron de cavalerie du 12e GRCA. Les défenseurs font sauter le pont après le repli des derniers éléments français depuis la rive nord de la Semois poursuivis par les Allemands, si bien qu'un char allemand est détruit dans la destruction tardive d'un pont. La faible profondeur de la rivière permet toutefois aux blindés allemands de la traverser en divers points, ce qui, avec l'appui de l'artillerie et des Stuka, force les défenseurs à se replier de Bouillon vers 22 h, ce 11 mai 1940. Les Français réagissent à la prise de Bouillon par 270 tirs d'artillerie de 155 mm du IVe groupe du 110e régiment d'artillerie lourde hippomobile coloniale depuis Torcy (Sedan), qui, s'il oblige temporairement les Allemands se retirer, provoque aussi de nombreuses destructions dans la ville.
Le lendemain, fantassins (du I./Schützen-Regiment 1) et chars allemands franchissent la rivière à gué avec le soutien de l'artillerie (II./Artillerie-Regiment 73) et finissent de s'emparer de Bouillon.
À 9 h 30, un avion de reconnaissance Potez 63.11 du GR II/22 prend des photographies des troupes allemandes traversant la Semois à Bouillon. À 11h00, après des violents combats, la ville revient finalement aux mains des Allemands. Plus à l'ouest, des éléments de la 3e brigade de spahis (3e BS) défendent Mouzaive. Pendant ce temps, la 2e Panzerdivision traverse la Semois à Vresse.
Le 12 mai, à 13 h 30, les Allemands prennent la commune de Saint-Menges (Champagne-Ardenne) alors que la 5e DLC reflue derrière la Meuse vers 17 h-18 h afin d'établir une nouvelle ligne défensive. Cette attaque est un des prémisses de la percée de Sedan. Saint-Menges est le lendemain matin tenue sous le feu de l'artillerie française (principalement du 110e régiment d'artillerie lourde hippomobile) qui tire sur les concentrations de troupes allemandes, lesquelles se préparent à franchir la Meuse.

## Les conséquences

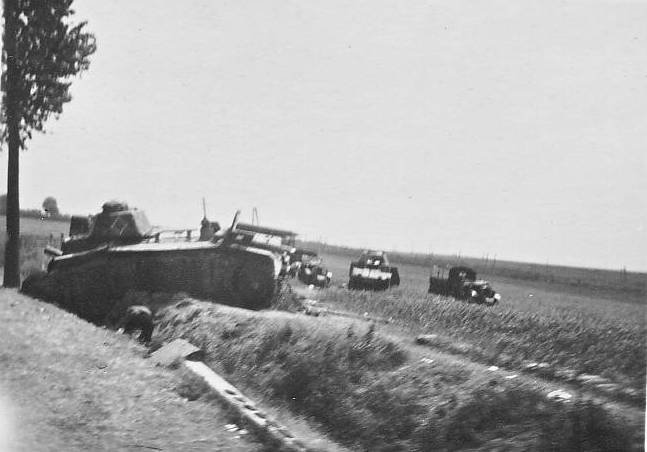
Char B1 bis du de chars de combat mis hors de combat en mai 1940 près de Bazuel.

Finalement, les Allemands ne pourront attaquer vers Sedan que le 12, au soir, vers 21h00. La résistance des Chasseurs ardennais et l'échec partiel de l'opération Niwy (Nives-Witry) avaient accordé un léger répit aux Français du général Huntziger du secteur de Sedan. La résistance de Bodange obligea les allemands, pour réduire cette poignée d'hommes, à mettre en ligne trois mille soldats appuyés par un groupe d'artillerie et cela durant huit heures de combat, alors que les 50 soldats ardennais ne disposaient ni d'armes antichars, ni de leur artillerie divisionnaire (motorisée) qui servait en fait d'appui à la 7e DI en place sur le Canal Albert. 
Aussi, l'attaque des Allemands vers la Meuse (en direction de Sedan et Dinant) leur permettra de couper les forces alliées en deux en parvenant à Abbeville, sur la Manche, le 21 mai 1940. Pendant la percée victorieuse des Allemands à Sedan, sur le front belge, le fort d'Ében-Émael tombait après 24 heures à la suite d'une attaque de commandos déposés par des planeurs et utilisant un nouveau type d'explosif. Le sacrifice d'escadrilles alliées bombardant les ponts du canal Albert ne suffit pas à enrayer l'avance allemande, un pont ayant échappé à la destruction et les Allemands ayant édifié un pont préfabriqué. D'autre part, un pont était tombé intact entre les mains de la Wehrmacht dans le Limbourg hollandais à la suite de la retraite précipitée de l'armée néerlandaise, ce qui découvrait l'armée belge sur sa gauche. Les Chasseurs ardennais participent à ces combats du canal Albert avec leurs propres unités d'artillerie.

## Analyse
Si comme le voulait Charles Huntziger, à savoir que la 5e DLC reste sur la Semois au lieu de s'enfoncer en Belgique, l'avancée allemande aurait pu être retardée. Néanmoins, elle n'avait pas la force suffisante pour stopper sept divisions allemandes.